# Faro (circonscription territoriale)
Pour les articles homonymes, voir Faro (homonymie).
Circonscription électorale territoriale du Canada
Faro est une ancienne circonscription électorale territoriale du Yukon au (Canada) entre 1978 et 2002.

## Liste des députés
|  | 1978 (en) - 1981 | Maurice Byblow (en) | Indépendant   |
|  | 1981 - 1982      | Maurice Byblow (en) | Néo-Démocrate |
|  | 1982 - 1985      | Maurice Byblow (en) | Néo-Démocrate |
|  | 1985 - 1989      | Jim McLachlan       | Libéraux      |
|  | 1989 - 1992      | Maurice Byblow (en) | Néo-Démocrate |
|  | 1992 - 1996      | Trevor Harding (en) | Néo-Démocrate |
|  | 1996 - 2000      | Trevor Harding (en) | Néo-Démocrate |
|  | 2000 - 2001      | Trevor Harding (en) | Néo-Démocrate |
|  | 2001 - 2002      | Jim McLachlan       | Libéraux      |

Légende : Le nom en gras signifie que la personne a été chef d'un parti politique.